# Alianza Popular Revolucionaria Americana
El Partido Aprista Peruano (PAP), históricamente conocido como el Partido del Pueblo o el Partido de la Estrella, es un partido político peruano inicialmente proyectado a escala continental. Las siglas APRA provienen del nombre de la Alianza Popular Revolucionaria Americana, propuesta inicial de su fundador Víctor Raúl Haya de la Torre de formar una red de movimientos sociales y políticos de izquierda antiimperialista en América Latina. 
Fue creado en 1924 como un movimiento político de ámbito latinoamericano con el objetivo de crear un "Estado de Iberoamérica" a través de diversas cédulas en países latinoamericanos. En Perú, el APRA se estableció como partido político en 1930 y fue el primero en el país en poser una tendencia política moderna. Es también uno de los partidos políticos más antiguos de Latinoamérica. Entre los partidos políticos peruanos en actividad es el más longevo. A pesar de haber ganado elecciones, sus militantes eran impedidos de obtener el poder por golpes militares o fraude electoral. También pasó por dos largos periodos de ilegalidad y de existencia en la clandestinidad, que se produjeron tanto bajo gobiernos militares como civiles. El Partido Aprista Peruano llegó finalmente al poder democráticamente en dos oportunidades: en 1985 y en 2006, ambas bajo la candidatura de Alan García después de muerto Haya de la Torre. En 2021, el APRA perdió su inscripción ante el Jurado Nacional de Elecciones tras no participar en las elecciones de ese año por discrepancias internas.
A pesar de ser originalmente un partido de izquierda, con el paso del tiempo y debido a diversos sucesos, el APRA dio un giro hacia la derecha conservadora, actualmente siendo la posición dominante de la organización. Este cambio ocurrió en dos ocasiones: la primera tuvo lugar en la década de 1950 con la llegada de militantes conservadores y anticomunistas al partido con el fin de ser legalizado en 1956, suceso que tuvo como respuesta la salida de la mayor parte de los apristas de izquierda, quienes se sintieron decepcionados por la nueva dirigencia (algunos de ellos formaron el Apra Rebelde). La segunda ocurrió nuevamente a partir de 2006, con la segunda llegada al poder de Alan García, quien impulsó políticas conservadoras y neoliberales, tanto en su gobierno como en el partido. No obstante, desde los años 1970 hasta 2006, la organización adoptó como corriente mayoritaria la socialdemocracia y el progresismo, posicionándose a la centroizquierda del espectro político; el APRA llegó al poder por primera vez en 1985 con esta postura ideológica, la cual desde mediados de los años 2000 es minoritaria y considerada una facción.
Aunque el APRA no logró extenderse a toda América Latina como era la idea original de Haya, sí fue una poderosa influencia para otras organizaciones latinoamericanas como Acción Democrática (AD) en Venezuela, partido tiene un logotipo semejante, y el Partido Socialista de Chile. El partido es miembro pleno de la Internacional Socialista desde 1987; antes de ese año, era solo un miembro consultivo puesto que Haya de la Torre así lo prefirió hasta la fecha de su muerte.

## Fundación

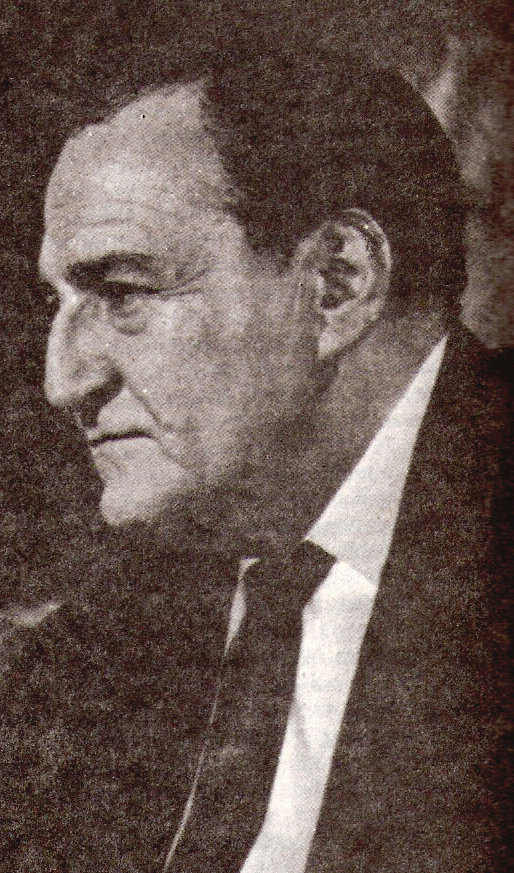
Víctor Raúl Haya de la Torre.

El movimiento continental americano es creado como tal el 7 de mayo de 1924, día en el cual Haya de la Torre, cercano colaborador del político y educador mexicano José Vasconcelos Calderón entrega al presidente de la Federación de Estudiantes de México la bandera Indoamericana y este acto es considerado como la fundación oficial del APRA.
La formulación de sus principios está en un artículo publicado en un número de la revista inglesa Labour Monthly "What is the A.P.R.A." (en inglés), de diciembre de 1926, donde se formulan las 5 bases del APRA, para la creación de un frente único americano (o Indoamericano según Haya de la Torre):
1. Lucha contra el Imperialismo.
2. Búsqueda de la unidad política en América Latina.
3. Nacionalización de tierras e industrias.
4. Internacionalización del Canal de Panamá.
5. Solidaridad con todos los pueblos y clases oprimidas del mundo.

La primera organización política aprista se crea en 1927 en París. Finalmente el 20 de septiembre de 1930 se funda el Partido Aprista Peruano (PAP), que es, actualmente, el único partido político autodenominado aprista. A pesar de que la idea inicial era formar una agrupación política internacional americana, actualmente el PAP es un partido político exclusivamente peruano.
El partido mantiene considerable cercanía con movimientos políticos social demócratas de otros países de América y su ideología (aprismo) ha influenciado a partidos como Acción Democrática de Venezuela, el Partido Liberación Nacional de Costa Rica, el Partido Socialista de Chile[cita requerida], el Partido Aprista de Cuba[cita requerida], el Frente Amplio de Uruguay[cita requerida] y el Partido dos Trabalhadores de Brasil[cita requerida]. Tradicionalmente, los mayores simpatizantes del APRA se encuentran concentrados en la región de la costa norte peruana.

## Historia

### Inicios y los regímenes fascistas (1930-1945)
Tras la derrota de Víctor Raúl Haya de la Torre, en las elecciones de 1931 por parte de Luis Miguel Sánchez Cerro (Unión Revolucionaria), los militantes del PAP no reconocieron los resultados ni el nuevo gobierno.
El gobierno represivo de Sánchez Cerro inició una persecución a los apristas, acusándolos de comunistas, antipatriotas, de ser enemigos de la religión y de la familia además de estar coludidos con el leguiismo.
Haya de la Torre fue apresado y las protestas populares aumentaron por todo el país. En la ciudad de Trujillo se produjo un fallido levantamiento armado que desencadenó en la toma del cuartel y la ciudad trujillana por parte de un grupo rebelde aprista. La revolución fue duramente reprimida. Miles de apristas fueron detenidos y un número indeterminado fue fusilado en las ruinas peruanas de Chan Chan (en las afueras de Trujillo). La llamada «revolución de Trujillo», como la conocen los apristas, fue paralela a otros movimientos revolucionarios en diversos puntos del país (como en Huaraz y Huari).
Luis Miguel Sánchez Cerro fue asesinado el 30 de abril de 1933 por el militante aprista Abelardo Mendoza Leyva, que fue victimado en el acto. No se pudo sindicar a la dirigencia aprista como autora intelectual del crimen, por falta de pruebas.
Tras la muerte del presidente Sánchez Cerro asumió el general Óscar R. Benavides el cual buscó manejar una política de «paz y concordia». Haya de la Torre fue liberado el 10 de agosto de 1933, los demás presos apristas salieron también de las cárceles y muchos otros regresaron del destierro. Pero a raíz de la conspiración aprista de El Agustino, en noviembre de 1934, el gobierno reinició la persecución, la cual se mantuvo durante el gobierno de Manuel Prado Ugarteche ( 1939-1945).

### Gobierno de Bustamante y dictadura de Odría (1945-1956)
En 1945 participaron en el Frente Democrático Nacional (FDN), alianza que llevó al poder a José Luis Bustamante y Rivero con una inmensa base social aportada por el APRA. Sin embargo, posiciones disimiles sobre la realidad peruana y la de los pobres, específicamente, debilitó al gobierno. El FDN promovió erradas medidas económicas por lo que se produjeron acciones internas que mellaron la unidad de la alianza en medio de una tensa situación política que produjo incluso muertes, como la de Francisco Graña Garland, director del diario La Prensa en 1947. Al mismo tiempo, se comenzó a percibir una cierta tensión entre el pueblo que sentían que las promesas de reformas sociales estaban siendo postergadas, lo que se tradujo en la revuelta del 3 de octubre de 1948. Todos estos factores llevaron a la caída de Bustamante y al golpe de Estado del general Manuel A. Odría, su exministro de Gobierno y Policía, que persiguió al APRA, volviendo el partido a la clandestinidad.
En 1949, Víctor Raúl Haya de la Torre trató de encontrar un salvoconducto para ser enviado a Colombia, por lo que se exilió en la Embajada de Colombia en el Perú, que lo llamó su «Asilo Político». Su caso fue llevado a la Corte Internacional de Justicia en La Haya, Países Bajos. El caso fue cerrado en 1954. Estuvo encerrado 5 años, 4 meses y cinco días. Al ser liberado, se le concedió un viaje a México, donde se exilió y no volvería al Perú hasta de 1961. El Partido fue liderado interinamente por su Secretario General "en la clandestinidad", Ramiro Prialé.

### Salida de Odría y Gobierno de Prado (1956-1962)
Tras la salida de Odría sorprendieron a muchos por su giro a la derecha debido a la colaboración del partido con el gobierno conservador de Manuel Prado Ugarteche, durante la llamada «convivencia». Pero antes en esta elección el APRA apoyó la candidatura de Hernando de Lavalle, un industrialista y empresario millonario que prometió que volvería a la legalidad al partido, pero obtuvo poco apoyo, siendo vencido por Manuel Prado Ugarteche. Durante este periodo, muchos de sus militantes originales abandonaron el partido, así como empezaron a entrar nuevos miembros orientados al conservadurismo.

#### APRA Rebelde
En octubre de 1958, durante la VI Convención del PAP, un grupo de dirigentes juveniles radicales, liderado por Luis de la Puente Uceda, presentó una moción crítica contra la dirigencia del partido, reclamando el retorno al programa original, antiimperialista, revolucionario y popular, del PAP, por entonces embarcado en una alianza «conviviente» con el presidente Manuel Prado Ugarteche.
El resultado de esta iniciativa fue la inmediata expulsión del partido de De la Puente y la facción socialista del partido que representaba, la cual estaba compuesta por Carlos Malpica Silva Santisteban, Gonzalo Fernández Gasco, Manuel Pita Díaz, Luis Iberico Mas, Luis Olivera Balmaceda, Walter Palacios Vinces, Máximo Velando, Elio Portocarrero y otros. Este grupo creó el “Comité Aprista de Defensa de los Principios Doctrinarios y de la Democracia Interna” y de esta manera surgió el Apra Rebelde en 1959, cuyo primer secretario general fue Manuel Pita Díaz.
En 1962, la organización cambiaría de nombre a Movimiento de Izquierda Revolucionaria (MIR) de corte marxista, y, en 1965, bajo este rótulo, inició una lucha armada.

### Elecciones Generales de 1962 y de 1963
Al retornar Víctor Raúl Haya de la Torre del exilio en 1962 anunció su candidatura presidencial acompañado por Manuel Seoane Corrales y Alberto Arca Parro para la 1.ª y 2.ª vicepresidencia. Las otras candidaturas fueron Fernando Belaúnde de Acción Popular y Manuel A. Odría de la Unión Nacional Odriísta. El resultado no dio victoria alguna, porque Haya de la Torre obtuvo el 33 % mientras que Belaúnde obtuvo el 32 %, y la Constitución aclaraba que el presidente debía ser elegido por más del 50 % de los votos válidamente emitidos, pero si ningún candidato obtenía ese porcentaje, la elección se llevaba a cabo en el Congreso. En los resultados parlamentarios, ningún partido obtuvo la mayoría relativa. Entonces, Haya de la Torre y Odría hicieron un acuerdo para que el segundo asumiera la Presidencia, y que Manuel Seoane Corrales (APRA) asuma la Primera Vicepresidencia. Pero las Fuerzas Armadas no aceptaron el acuerdo, por medio de un golpe de Estado liderado por Ricardo Pérez Godoy. El orden democrático regresó en 1963, donde se lanzaron de nuevo los tres candidatos. Resultó victorioso Belaúnde, pero no obtuvo la mayoría parlamentaria, siendo el Congreso dominado por la coalición APRA-Unión Nacional Odriísta

### Primer Gobierno de Fernando Belaúnde
Fernando Belaúnde, al no tener mayoría parlamentaria, el APRA y la Unión Nacional Odriísta lideró la oposición, paralizando la agraria beneficiando a los hacendados que eran los principales contribuyentes del partido y controlando el Congreso. El país era ingobernable por esa oposición, por la cual se propició un golpe de Estado liderado por Juan Velasco Alvarado. El Partido Aprista se mantuvo en contra del tema de la Reforma Agraria con la excusa de que podría afectar la base política del país. Durante el golpe, las Fuerzas Armadas tomaron el local de la Casa del Pueblo de Lima.

#### Censuras Ministeriales
La victoria de la alianza Acción Popular-Democracia Cristiana en las elecciones municipales de 1963 fue interpretada como un voto de confianza por parte de la población al régimen. Sin embargo, la coalición APRA-UNO decidió dirigir su ataque contra el gobierno. Se da entonces la primera de varias censuras, la del primer ministro y Ministro de Gobierno, Julio Óscar Trelles Montes. El argumento usado por los diputados de la coalición fue que el gobierno no había tomado medidas adecuadas para ponerle fin a las invasiones de tierra realizada por cientos de miles de campesinos; es decir no había enviado las tropas para reprimirlos. La censura fue exitosa y Belaúnde fue obligado a recomponer el gabinete. El hecho de que el gabinete durara cinco meses fue una señal de lo que se avecinaba, al punto de que Belaúnde tuvo un total de siete gabinetes.
El segundo ministro censurado por APRA-UNO en el Senado fue el de la cartera de Fomento y Obras Públicas, Carlos Pestana Zevallos, en 1964. Ese mismo año, censuraron en la Cámara de Diputados al Ministro de Educación, Francisco Miró Quesada Cantuarias. La censura fue por abandonar el hemiciclo sin que se haya terminado el debate sobre la supuesta transferencia ilegal de varios millones de soles desde su despacho.
En 1966, hubo un maratón de censuras. La primera censura fue al Ministro de Justicia, Valentín Paniagua en el Senado. El 27 de octubre de 1966, se censuró a tres ministros: Javier Alva Orlandini (Gobierno), Miguel Dammert Muelle (Trabajo) y Carlos Cueto Fernandini (Educación). Los dos primeros por la Cámara de Diputados y el último por el Senado.
El último Ministro censurado por la coalición fue Luis Alayza Escardó de la cartera de Gobierno en 1967 por la Cámara de Diputados.

### Gobierno Revolucionario de la Fuerza Armada (1968-1978)
En 1968 llegó al poder el general Juan Velasco Alvarado, mediante un golpe de Estado. La relación entre aprismo y velasquismo fue tensa. Aun cuando el régimen implementó varias de las reformas por las que había abogado el Apra, que se mantuvo en la oposición, el régimen fue acusado de "utilizar políticamente" las propuestas del APRA, pero en favor de una casta militarista y renunciando a la libertad para imponer un régimen totalitario.

### Asamblea Constituyente (1978-1980)
Dos años después del derrocamiento de Velasco Alvarado por Francisco Morales Bermúdez en el denominado Tacnazo, Víctor Raúl Haya de la Torre fue elegido para presidir la Asamblea Constituyente de 1978 la cual sancionó la Constitución de 1979. Esta Carta Política dio lugar a importantes cambios políticos y sociales (laicidad del Estado, igualdad de derechos de hombres y mujeres, voto a analfabetos y a partir de los 18 años, entre otros) de la cual fue un importante propulsor. En el año constitucional, Haya falleció en su casa de Ate Vitarte en Villa Mercedes el 2 de agosto de 1979. Tenía 84 años de edad. Aquí es donde Alan García comenzó su carrera política como diputado Constituyente en dicha asamblea. La mayoría fue presidida por el APRA, y la segunda fuerza política fue el Partido Popular Cristiano. El partido, entonces, vira a la centroizquierda nuevamente, aunque manteniendo su facción de derecha.

### Elecciones Generales de 1980
El APRA participó en estas elecciones con Armando Villanueva del Campo como candidato presidencial, con Andrés Townsend Ezcurra y Luis Negreiros Criado para 1.ª y 2.ª Vicepresidencia, pero quedaron en 2.º lugar dando el paso al 2.º gobierno de Acción Popular presidido por Fernando Belaúnde Terry. En ese año fue elegido Alan García como diputado por la provincia de Lima.
En 1982, Gustavo Gorriti inició una investigación sobre Carlos Langberg, un narcotraficante que financió al Partido Aprista. Langberg no solo apoyó la campaña electoral del APRA en 1980, sino que también compró y donó la finca Villa Mercedes, donde Víctor Raúl Haya de la Torre, líder del partido, vivió sus últimos años. Gorriti se basó en la información de que se estaba produciendo un trasiego de drogas entre Perú y México por carretera.

### Elecciones Generales de 1985
El Partido presentó la candidatura de Alan García a la presidencia de la República. Su contrincante, Alfonso Barrantes Lingán, fue el candidato de varios movimientos comunistas y socialistas que se agruparon con el nombre de la Izquierda Unida. El otro candidato fue Luis Bedoya Reyes por el movimiento socialcristiano Partido Popular Cristiano. El último candidato fuerte fue Javier Alva Orlandini por el partido oficialista que dejaba el gobierno Acción Popular. En las elecciones del 10 de abril, García obtuvo el 49,5 % y Barrantes el 27 %, lo que obligó a Barrantes a renunciar para no prolongar la elección. Porque era necesaria una 2.ª vuelta, ya que el APRA no había obtenido el 50 % más un voto en la elección que era lo que requería en la Constitución, pero nadie protestó. Alan García fue aprobado Presidente el 1 de junio por el Jurado Nacional de Elecciones.

### Primer gobierno del APRA (1985-1990)
Alan García asumió el gobierno el 28 de julio de ese mismo año, luego de ganar las elecciones generales de 1985 con un gran apoyo por parte de la población de la época debido a su juventud y sus posturas radicales. En sus primeros meses de gobernante solía concurrir a conferencias internacionales como la Asamblea General de las Naciones Unidas y la FAO, en las cuales expuso su tesis de la deuda externa, los cuales eran bien recibidos tanto por los jefes de Estado asistentes como por la prensa extranjera.

#### Gestión económica
En un comienzo, las medidas adoptadas dieron resultados positivos. Ya en septiembre de 1985, la inflación bajó a 3,5 %[cita requerida] (comparado con 12,5 % en abril del mismo año). Hacia el segundo trimestre de 1986, la economía dio señales de clara recuperación. Los sectores que dependían de la demanda interna (manufactura, construcción, agricultura) crecieron, no así los sectores dedicados a la exportación (minería, pesca). En 1986, la economía creció 10 %.[cita requerida] Fue el mayor crecimiento desde los años 50, con ello García disfrutó entonces de una popularidad récord en América Latina. Cuando la capacidad de gasto del Estado fue agotada entonces comenzaron múltiples problemas.
La política económica de García incluyó un fuerte control del tipo de cambio, así como las sobreemisiones de moneda. Igualmente se rechazaron los consejos del Fondo Monetario Internacional y se limitó el pago de la deuda externa al 10 % de los ingresos que por exportaciones obtenía el país. Esta decisión causó el retraso en el pago de la deuda externa y que el país fuera declarado como inelegible por el FMI en 1986.
El punto de ruptura de su gobierno fue la intención de estatizar la banca como una forma de controlar la inflación que, a esas alturas (28 de julio de 1987), ya resultaba agobiante. En efecto, los indicadores económicos señalan que el Perú, durante su mandato, llegó a sufrir una hiperinflación de 1722,3 % en 1988 y 2775 % en 1989. Para inicios de 1990 estos índices alcanzaron el 854 % (inflación acumulada a julio de 1990). La devaluación de la moneda fue altísima y durante su gobierno hubo que cambiar dos veces la moneda oficial (primero el sol y después el inti) debido a que quedó rápidamente sin valor. Ello derivó en una gran especulación y en la escasez de productos de primera necesidad.
Aquí García trabajo de la mano con los denominados 12 «apóstoles» de la economía, quienes eran empresarios que financiaban al APRA y esperaban recibir beneficios económicos del gobierno.

#### Terrorismo
Otro tema que sacudió el gobierno de García fue la actividad terrorista por parte de las organizaciones Sendero Luminoso (maoísta) y el Movimiento Revolucionario Túpac Amaru (MRTA, prosoviético) la cual inició a finales del gobierno militar y prosiguió durante el gobierno de Fernando Belaúnde Terry, pero que alcanzó los picos más altos de violencia en los años de 1986 y 1988. Dentro de este contexto se produjo el caso de la matanza de militantes senderistas amotinados en los distintos centros penitenciarios de Lima el 19 de junio de 1986 (Matanza de las prisiones).
Durante el gobierno de Alan García, junto a la violencia subversiva, que costó miles de vidas, se realizaron actos de represión militar, como la de la matanza de las prisiones y la masacre de decenas de campesinos en el pueblo ayacuchano de Cayara en 1988. Aunque inicialmente García mostró interés en frenar las violaciones a los derechos humanos, tras la matanza de los penales, permitió que continuase la violencia contrasubversiva de las fuerzas armadas y se formaron paralelamente escuadrones de la muerte (Comando Rodrigo Franco), los que amedrentaron a sospechosos de terrorismo y a críticos de la política antiterrorista.
A partir de 1988 y 1989, Sendero Luminoso y el MRTA intensificaron su ola de atentados en Lima y varias otras ciudades frente a la impotencia gubernamental.
La controversia se volvió a dar cuando a menos de veinte días de la transferencia al nuevo gobierno, Víctor Polay, «Comandante Rolando» y 47 militantes del MRTA lograron fugar del penal catalogado de «máxima seguridad» Miguel Castro Castro a través de un túnel de 330 metros construido desde fuera del penal. La construcción no contaba con conexiones de agua ni desagüe, instalaciones de servicios de alumbrado y tampoco un respiradero que facilitaría el trabajo operativo.
Más allá del hecho mismo, la repercusión obtenida por el MRTA, a nivel nacional e internacional, constituyó un duro cuestionamiento no solo a la estrategia antisubversiva del gobierno, sino también a la capacidad operativa de las autoridades policiales y penales.

#### Oposición y cambio de gobierno
La oposición al gobierno creció significativamente desde el intento de estatización de la banca, una medida que fue sumamente impopular y disparó un enérgico movimiento de protesta de la derecha encabezado por el escritor Mario Vargas Llosa, este movimiento finalmente evolucionaría en la alianza política FREDEMO (que incluía al Partido Popular Cristiano, Acción Popular y Movimiento Libertad) que postuló sin éxito en las elecciones de 1990 con Vargas Llosa como candidato presidencial. En su último mensaje a la nación, el 28 de julio de 1990, el Congreso no le permitió hablar, interrumpiéndolo constantemente mediante carpetazos y pifias.
La inestabilidad económica y terrorismo provocaron el descontento de la población peruana que en las elecciones de 1990 eligió como Presidente a Alberto Fujimori.

### El APRA entre 1990 y 2006
Durante los años 1990 el Partido Aprista, a pesar del desprestigio de su gobierno, logró alcanzar la segunda mayoría en el Congreso de la República del Perú (después del FREDEMO). En ese escenario, el 5 de abril de 1992 el presidente Alberto Fujimori llevó a cabo un autogolpe de Estado, disolviendo inconstitucionalmente el Congreso de la República e iniciando un régimen dictatorial caracterizado por la continua violación a los derechos humanos y un copamiento irregular de las instituciones del Estado.
Durante esos años, el APRA fue perseguido y en especial el presidente Alan García y negó participar del Congreso Constituyente Democrático, pero sí logró una considerable presencia en el Congreso de la República del Perú de 7 congresistas para el periodo 1995-2000.
En el 2001, luego del desmoronamiento del gobierno fujimorista, el líder aprista Alan García retornó al país en medio de un impresionante calor y adhesión popular. En pocas semanas logró desplazar al tercer lugar a la candidata Lourdes Flores. En el conteo final logró adjudicarse el pase a la Segunda vuelta electoral con Alejandro Toledo Manrique, quien finalmente lo derrotó por muy estrecho margen. Durante el Gobierno de Alejandro Toledo se creó la Escuela de Formación Juvenil del Partido que formó a los jóvenes militantes apristas con las doctrinas partidarias. El Congreso Nacional del Partido sesionó los días 4, 5 y 6 de junio de 2004, en donde se creó la Presidencia del Partido, eligiendo a Alan García. Se eligió como Secretario General Interno a Mauricio Mulder y como Secretario General Externo a Jorge Del Castillo.

### Segundo Gobierno del APRA (2006-2011)

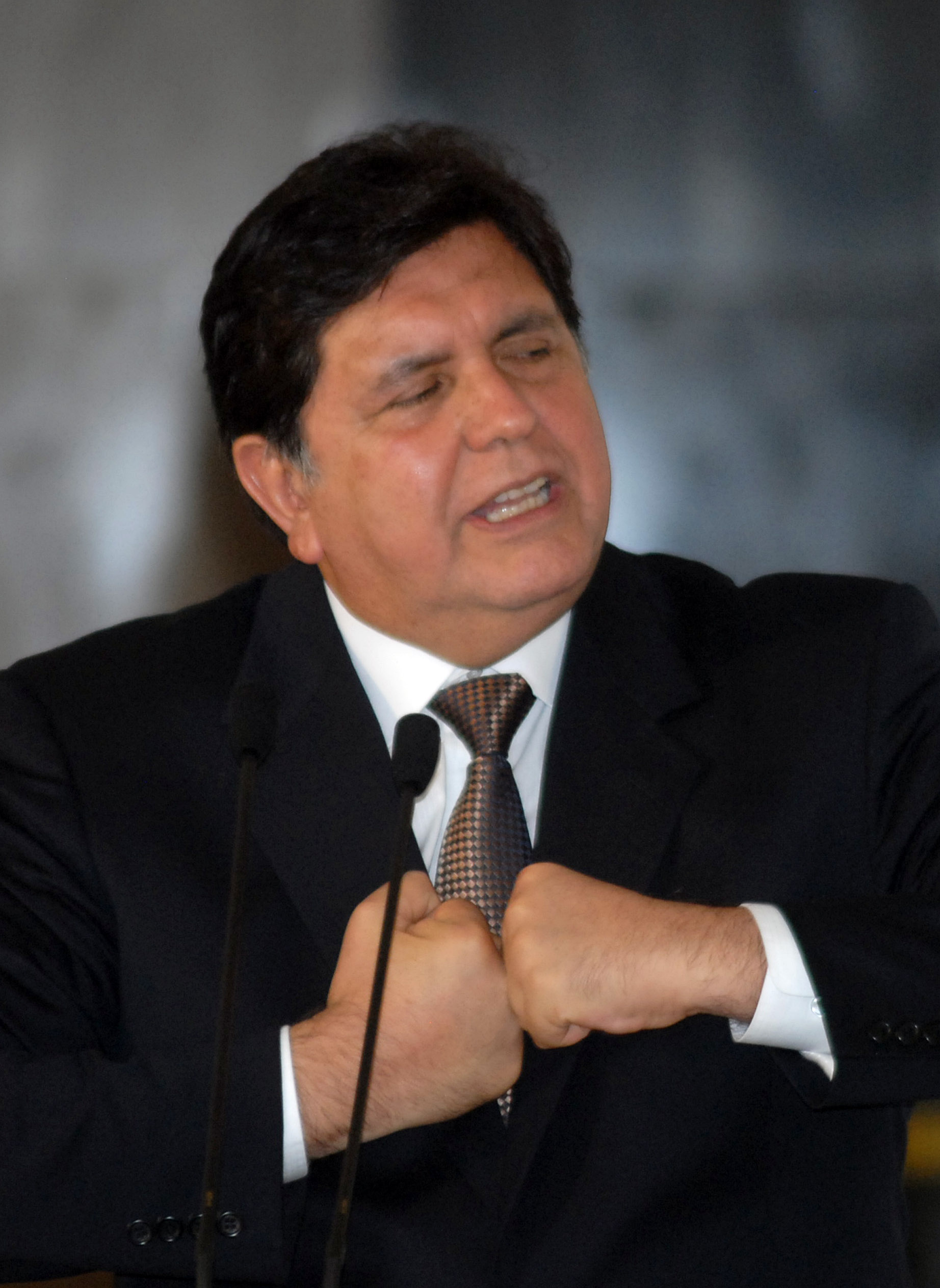
Alan García en Brasil, 9 de noviembre de 2006.

El candidato Alan García lanzó nuevamente su candidatura a las elecciones generales de 2006 ubicándose por muchos meses en el segundo lugar, siendo desplazado por Ollanta Humala. A fines de abril de 2006, logró un empate con Lourdes Flores, quien también fue desplazada por Ollanta Humala.
El 9 de abril le arrebató el segundo lugar a Lourdes Flores. Las elecciones fueron muy ajustadas, pero en una segunda vuelta, García Pérez derrotó a Ollanta Humala gracias a la alianza que realizó con el PPC. De esta manera, se convirtió por segunda vez en presidente. Su gobierno contó a septiembre de 2007 con una buena aprobación ciudadana a nivel nacional.
Luego de que la Oficina Nacional de Procesos Electorales confirmara al 100 % de las actas escrutadas que Alan García era el nuevo Presidente, el 21 de junio de 2006, el Jurado Nacional de Elecciones lo acreditó como Presidente Electo. Sucedió en el cargo a Alejandro Toledo, quien fuera su rival en el 2001.
El segundo gobierno de Alan García comenzó el 28 de julio de 2006, y se caracterizó por dar al APRA un giro nuevamente a la derecha. Uno de los primeros actos fue la propuesta de someter referéndum el retorno de la pena de muerte para los violadores de niños. La propuesta tuvo tanto simpatizantes como detractores dentro del Congreso, dentro del APRA e incluso dentro del Consejo de Ministros. No fue llevada al cabo.
El gobierno sufrió una huega nacional por parte de Construcción Civil el 20 de agosto. Los manifestantes acusaban a García Pérez de no cumplir sus promesas electorales. El ejecutivo acusó a Ollanta Humala de suscitar las marchas. Tan solo al día siguiente, la Mina de Yanacocha cerró sus operaciones ante las protestas de los comuneros. Los ministros Jorge Del Castillo, Juan Valdivia Romero y Pilar Mazzetti fueron tildados de ineficientes en sus cargos por permitir que el conflicto lleve a tal desenlace. El 29 de agosto, luego de negociaciones, se llegó al acuerdo de atender las necesidades de Cajamarca y que Yanacocha vuelva a abrir sus puertas.
El 9 de setiembre, el Grecibió su primera gran manifestación en contra de su gobierno, liderada por la Confederación General de Trabajadores del Perú y Ollanta Humala. Esta causó un caos vehicular en Lima.
Con el fin de que no haya más accidentes de tránsito, García lanzó el plan «Tolerancia Cero», con el cual busca que aquellos vehículos que no cumplan, aunque sea un requista, no puedan circular por las carreteras. El 8 de enero de 2007, se realizó la evaluación a los maestros del Perú, programa que fue rechazado por Sindicato Unitario de Trabajadores en la Educación del Perú y su secretaria general Caridad Montes por considerarlo inadecuado, y además por la satanización de la que estaban siendo víctimas los maestros; el proceso fue propuesto por el presidente García con la aprobación de importantes líderes políticos y sociales. El 11 de enero de 2007, el Congreso de la República rechazó su proyecto para aplicar la pena de muerte para aquellos que cometan actos de terrorismo, votando a favor el aprismo y el fujimorismo y en contra los congresistas del Partido Nacionalista Peruano, Unión por el Perú, Unidad Nacional y miembros de la Alianza Parlamentaria. Sin embargo, el mismo día, propuso un referéndum para consultarle al pueblo sobre tal materia, aun cuando antes habría de realizarse un cambio constitucional, ya que la Carta Magna no permite referéndums para restringir derechos fundamentales (en este caso la vida).
Sobre esta materia, recibió las críticas de los dos líderes opositores. Ollanta Humala expresó su rechazo a las opiniones del Presidente sobre el allanamiento ante la Corte Interamericana de Derechos Humanos, afirmando que el Perú debía acatar el fallo. De la misma manera, Lourdes Flores Nano afirmó que García no puede volver a "tener caprichos" como los tuvo durante su primera gestión en el caso de la estatización de la banca y el no pagar la deuda externa.

##### Controversias
Las políticas de Alan García, quien a pesar de las pruebas fotográficas no ha reconocido la existencia de indígenas no contactados en el territorio de Perú, han sido criticadas rotundamente por grupos indígenas del país porque ha facilitado a foráneos el acceso a las tierras indígenas para la explotación de sus recursos.
El 5 de junio de 2009, la ministra del Interior Mercedes Cabanillas ordenó que la policía recuperaran las carreteras tomadas por los indígenas amazónicos que las habían bloqueado en la región de Bagua. Los indígenas se manifestaron contra los decretos especiales que habían sido decretados por el Poder Ejecutivo, que regulaban la explotación de las tierras eriazas para la explotación de recursos naturales no renovables y renovables en el contexto por la aprobación por el TLC con Estados Unidos. De esta manera, ocurrió la masacre de Bagua, en donde murieron 10 indígenas y 24 policías, con 83 detenidos y 200 heridos. Según algunos testigos, los cuerpos de los indígenas asesinados fueron arrojados a los ríos. Además, una parte importante de los policías enviados habrían sido ejecutados por un grupo de indígenas, estando los policías desarmados. Dos investigadores belgas presenciaron los incidentes y narraron los hechos en un vídeo de la ONG de derechos humanos Survival International. Estos hechos no pudieron ser confirmados ni por la Defensoría del Pueblo ni por la Misión especial enviada por la ONU.
Pero sin duda la polémica más grande ha sido el tema de las conmutaciones de pena, donde según la Megacomisión, al parecer una bien organizada red de corrupción se encargaba de otorgar indultos y conmutaciones de penas a un número notoriamente mayor de procesados por narcotráfico. Al final el Poder Judicial desestimó la acusación, y solo encontró un caso irregular relacionado con drogas, por la cual José Facundo Chinguel, antes hombre de confianza de Alan García, es el principal acusado y actualmente purga condena, por haber recibido S/ 5000.
Estas conmutaciones estuvieron dentro de una política de deshacinamiento de penales, que albergan aproximadamente a 75 000 reos, cuando su capacidad es para 32 000 personas.

#### Política económica
Con la misión de superar el voluntarismo y los errores de su primer gobierno entre 1985 y 1990, Alan García adopta una política neoliberal. Es así que los Tratados de Libre Comercio con Estados Unidos y Tailandia serán repotenciados con los Tratados con Chile y México. Su política de austeridad, permite en teoría un importante ahorro fiscal sin abandonar una importante atención al objetivo de erradicar la pobreza, tal y como ha venido sucediendo desde el año 2006, en su segundo gobierno.
A agosto de 2006, las reservas internacionales del Perú, alcanzaron un récord histórico. Como parte de la nueva integración con Chile, este país se ha comprometido a impulsar que el Acuerdo Estratégico Trans-Pacífico de Asociación Económica acepte al Perú como miembro pleno, con lo que pasaría a ser el "P5". El 20 de septiembre de 2006, se anunció que el futuro TLC con Singapur estaría en su tercera ronda de negociaciones.

### El APRA desde 2011

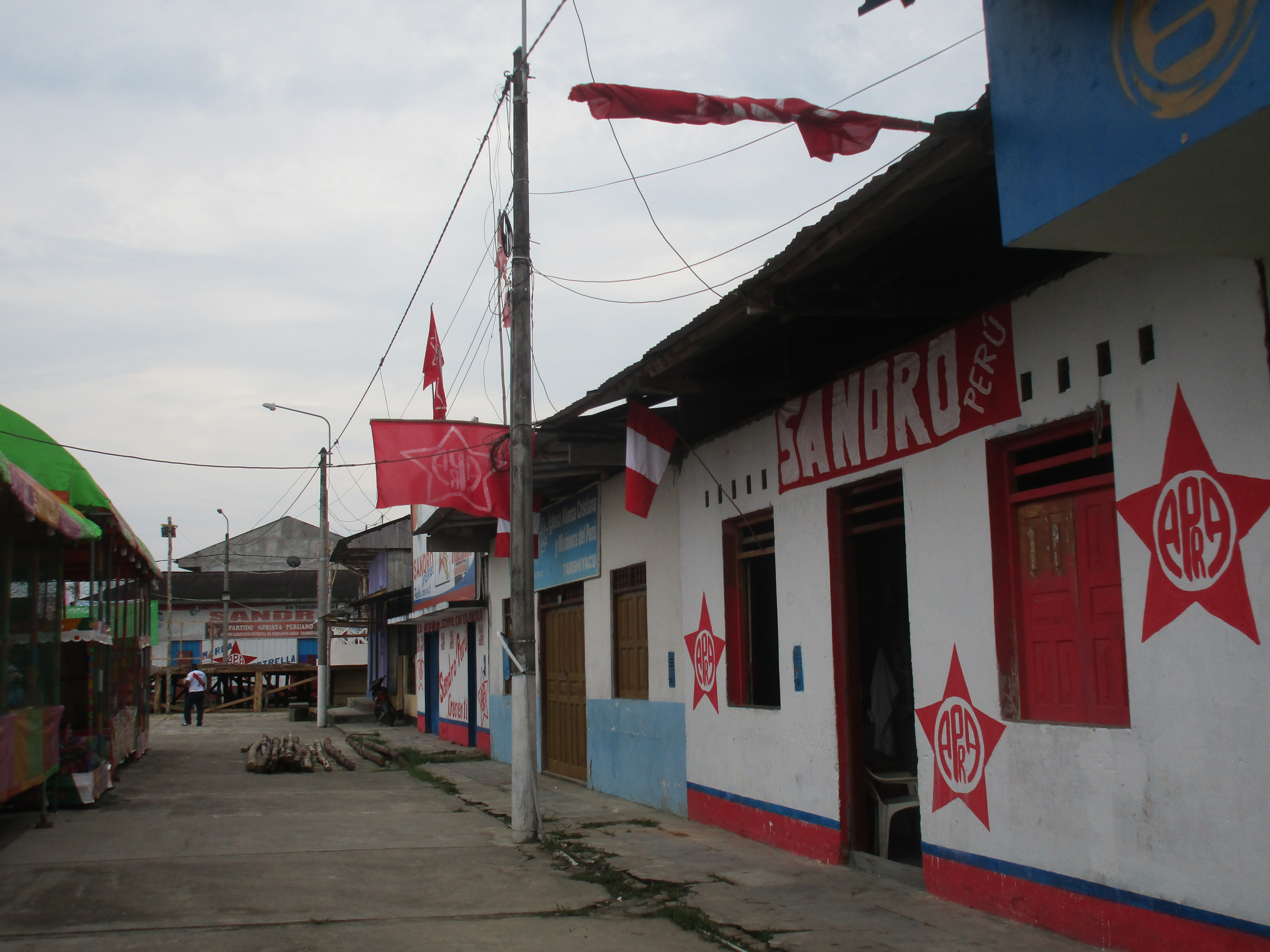
Pintadas a favor del aprismo en Tamshiyacu (departamento de Loreto).

A puertas de dejar el gobierno, García convocó a elecciones generales para el 10 de abril de 2011. El APRA postulo como candidata presidencial invitada a la exministra Mercedes Aráoz, pero su candidatura fue frustrada por numerosos conflictos internos con otros dirigentes partidarios. De esta manera, el partido participó de las elecciones sin candidato, llegando a obtener 4 escaños en el Congreso. Se ha mantenido como un partido de oposición organizada frente a la administración de Ollanta Humala. Para las elecciones de 2016, el APRA firmó una alianza con el Partido Popular Cristiano y Vamos Perú, bajo el título de Alianza Popular, teniendo como candidato presidencial a Alan García, que tentará un tercer mandato. Según Javier Barreda, esta alianza no benefició en nada a estos tres partidos. En 13 de mayo de 2016, se ve una alianza política entre el APRA y el fujimorismo.
En las elecciones de dicho año, Alan García perdió rotundamente, quedando en quinto lugar con 6,19 %. Horas más tarde, el candidato renunció a la presidencia del APRA llamando a una "reestructuración interna del partido". El lunes 3 de octubre de 2016, Enrique Cornejo pide que no se les ocurra poner trabas que dificulten los votos, donde él dijo que no se les ocurra hacer ninguna trampa de parte de sus "compañeros".
El 17 de abril de 2019, el expresidente Alan García falleció en el Hospital Casimiro Ulloa de Miraflores por haberse disparado un tiro en la cabeza luego de una orden de allanamiento y detención preliminar que pesaba en su contra por el escándalo de corrupción Odebrecht.
En las elecciones congresales extraordinarias de 2020, realizadas tras la disolución del Congreso en 2019, el APRA cosechó un minúsculo resultado electoral de un 2,6 %, no logrando pasar la valla del 5 %, lo que significa que no tendría representación parlamentaria tras 25 años ininterrumpidos.
En 2020, el partido eligió a Nidia Vílchez como su candidata presidencial para las elecciones presidenciales de 2021. Sin embargo, y debido a que el Jurado Electoral Especial (JEE), declaró improcedente la lista congresal del partido, decidieron retirar la candidatura de Vílchez a la presidencia.
El 31 de enero de 2023, el Jurado Nacional de Elecciones (JNE) confirmó la participación del PAP en las próximas elecciones generales.
En 2025, la empresa encuestadora Ipsos señalaba que Jorge del Castillo y Carla García estaban disputándose el liderazgo del partido político de cara a las elecciones primarias.

## Comité Ejecutivo Nacional del Partido Aprista Peruano
De acuerdo a la elección en el XXV Congreso Nacional del Partido "Alan García" que sesionó entre el 25 y 27 de octubre de 2019, el CEN quedó conformado de la siguiente manera:[cita requerida]

### Comité Ejecutivo Nacional
| Órgano                                             | Titular                             | Fecha de juramentación |
| -------------------------------------------------- | ----------------------------------- | ---------------------- |
| Secretaría General Política                        | Benigno Hildebrando Chirinos Sotelo | 27 de octubre de 2019  |
| Subsecretaría General Institucional                | Belén Ysabel García Mendoza         | 27 de octubre de 2019  |
| Subsecretaría General Política                     | Evelin Orcón Huamán                 | 27 de octubre de 2019  |
| Secretaría Nacional de Organización y Movilización | Enrique Melgar Moscoso              | 27 de octubre de 2019  |
| Secretaría Nacional de Disciplina                  | Maximiliano Paz Soldán Espinoza     | 27 de octubre de 2019  |
| Secretaría Nacional de Agrupaciones Profesionales  | Ricardo Yturbe López                | 27 de octubre de 2019  |
| Secretaría Nacional de Sindicatos y Trabajadores   | Eleodoro Calderón Zegarra           | 27 de octubre de 2019  |
| Secretaría Nacional de Organizaciones Populares    | Filomena Arévalo Gonzales           | 27 de octubre de 2019  |
| Secretaría Nacional de Organizaciones Civiles      | Zoila Rosario Bocángel Bravo        | 27 de octubre de 2019  |
| Secretaría Nacional de Producción y Mypes          | Hernán Echevarría Ardiles           | 27 de octubre de 2019  |
| Secretaría Nacional de Capacitación y UPGP         | Álvaro Juanito Quispe Pérez         | 27 de octubre de 2019  |
| Secretaría Nacional de Formación Política          | Giovanna Rocío Temple Dueñas        | 27 de octubre de 2019  |
| Secretaría Nacional de Gobiernos Regionales        | Miguel Ángel Javier Arango          | 27 de octubre de 2019  |
| Secretaría Nacional de Gobiernos Locales           | Luis Alfredo del Carpio Villanueva  | 27 de octubre de 2019  |
| Secretaría Nacional de la Mujer                    | Laura María Angulo Robles           | 27 de octubre de 2019  |
| Secretaría Nacional de Juventudes                  | César Rolando Aranguren García      | 27 de octubre de 2019  |
| Secretaría Nacional de Prensa y Difusión           | Pedro Ricardo Palma Morales         | 27 de octubre de 2019  |
| Secretaría Nacional de Propaganda                  | Mayta Cápac Alatrista Herrera       | 27 de octubre de 2019  |
| Secretaría Nacional de Técnica Electoral           | Mercedes Milagros Núñez Gutiérrez   | 27 de octubre de 2019  |
| Secretaría Nacional de Relaciones Internacionales  | Harry Gerardo Morris Abarca         | 27 de octubre de 2019  |
| Secretaría Nacional de Asuntos Deportivos          | Félix Amador Enrique Huamán         | 27 de octubre de 2019  |
| Secretaría Nacional de Cultura                     | Rosa Bazán Flores                   | 27 de octubre de 2019  |
| Presidencia de la Comisión de Ideología y Doctrina | Germán Luna Segura                  | 27 de octubre de 2019  |
| Presidencia de la Comisión de Planeamiento         | Renán Núñez Pérez                   | 27 de octubre de 2019  |
| Presidencia de la Comisión de Gestión Pública      | María Isabel Piza Gonzales          | 27 de octubre de 2019  |

### Tribunal Nacional Electoral
- Presidente del Tribunal Nacional Electoral: Pedro Panta Jacinto
- Vicepresidente del Tribunal Nacional Electoral: Moisés Tambini Del Valle

### Tribunal de Ética y Moral
- Presidente: Bill Cubas

### Dirección Nacional Política
- Presidente: Mauricio Mulder Bedoya

Sin embargo, según la resolución N°000165-2018 del Jurado Nacional de Elecciones, la referida entidad declaró nula las elecciones de los órganos de dirección permanente realizadas en el referido Congreso.

## Secretarios Generales del Partido Aprista Peruano (1930 - presente)
1. Carlos Manuel Cox (1930-1931)*
2. Luis Heysen Incháustegui (1931-1945)**
3. Manuel Seoane (1945-1948)
4. Luis Felipe de las Casas Grieve (1948-1956)
5. Ramiro Prialé (1956-1968)
6. Armando Villanueva del Campo (1968-1975)
7. Víctor Raúl Haya de la Torre (1975-1979)
8. Fernando León de Vivero (1979-1982)
9. Alan García (1982-1985)
10. Luis Negreiros Criado (I) (1985-1989) y Armando Villanueva del Campo (P) (1985-1989)
11. Luis Alva Castro (1989-1992)
12. Alan García (1992)
13. Agustín Mantilla (1992-1995)
14. Abel Salinas Izaguirre (1995-1999)
15. Jorge del Castillo (1999-2004)
16. Mauricio Mulder (I) (2004-2010) y Jorge del Castillo (P) (2004-2006)
17. Omar Quezada (I) (2010-2017) y Jorge del Castillo (P) (2010-2017)
18. Elías Rodríguez (I) (2017-2021) sustituido .                                            Ysabel Belén Garcia Mendoza (I) (2021-) y Benigno Chirinos Sotelo (P) (2017-)

(*) Periodo interrumpido por enfermedad.
(**) Periodo extendido por la persecución política gubernamental.

## Resultados electorales

### Elecciones presidenciales

#### Desde fundación hasta 1980
|  | 35.38 % |

|  | 66.96 % |

|  | 45.5 % |

|  | 32.98 % |

|  | 34.4 % |

#### Desde 1980 hasta la actualidad
|  | 27.2 % |

|  | 53.1 % |

|  | 22.64 % |

|  | 4.11 % |

|  | 1.38 % |

|  | 25.77 % |

|  | 46.92 % |

|  | 24.32 % |

|  | 52.62 % |

|  | 5.83 % |

|  | 0.00 % |

### Elecciones parlamentarias

#### Congreso bicameral
|  | 34.66 % |

|  | 34.69 % |

|  | 27.6 % |

|  | 26.5 % |

|  | 51.3 % |

|  | 50.1 % |

|  | 25.1 % |

|  | 25.0 % |

#### Congreso unicameral
|  | 6.4 % |

|  | 5.5 % |

|  | 19.7 % |

|  | 20.58 % |

|  | 6.43 % |

|  | 8.31 % |

|  | 2.72 % |

### Elecciones al Parlamento Andino
|  | 22.59 % |

|  | 8.15 % |

|  | 8.15 % |

### Elecciones municipales y regionales
| Año  | Gobiernos Regionales                | Alcaldías Provinciales              | Alcaldías Distritales               |
| Año  | Representantes                      | Representantes                      | Representantes                      |
| ---- | ----------------------------------- | ----------------------------------- | ----------------------------------- |
| 1963 |                                     | 63/196                              | 561/1867                            |
| 1966 | 60/196                              | 613/1867                            |                                     |
| 1980 | 22/196                              | 307/1867                            |                                     |
| 1983 | 76/196                              | 541/1867                            |                                     |
| 1986 | 151/196                             | 1207/1867                           |                                     |
| 1989 | 23/196                              | 276/1867                            |                                     |
| 1993 | 26/196                              | 169/1867                            |                                     |
| 1995 | No participaron en estas elecciones | No participaron en estas elecciones | No participaron en estas elecciones |
| 1998 |                                     | 7/196                               | 37/1867                             |
| 2002 | 12/25                               | 34/196                              | 187/1867                            |
| 2006 | 2/25                                | 17/196                              | 231/1867                            |
| 2010 | 1/25                                | 9/196                               | 126/1867                            |
| 2014 | 0/25                                | 3/196                               | 55/1867                             |
| 2018 | 0/25                                | 1/196                               | 21/1874                             |
| 2022 | No participaron en estas elecciones | No participaron en estas elecciones | No participaron en estas elecciones |

En las elecciones parlamentarias extraordinarias realizadas en el año 2020 para el período legislativo de 2020 a 2021, el APRA no logró superar la valla electoral y no por lo tanto no ganó representantes en el Congreso del Perú. Sin embargo, logró mantener la inscripción de Partido Político al tratarse de un proceso electoral extraordinario.